# مارسيو كويلو
مارسيو كويلو (بالبرتغالية: Márcio Coelho‏) هو مدرب كرة قدم ولاعب كرة قدم برازيلي، ولد في 8 يونيو 1978 في Araranguá ‏ في البرازيل.